# Das Begräbnis (Fernsehserie)

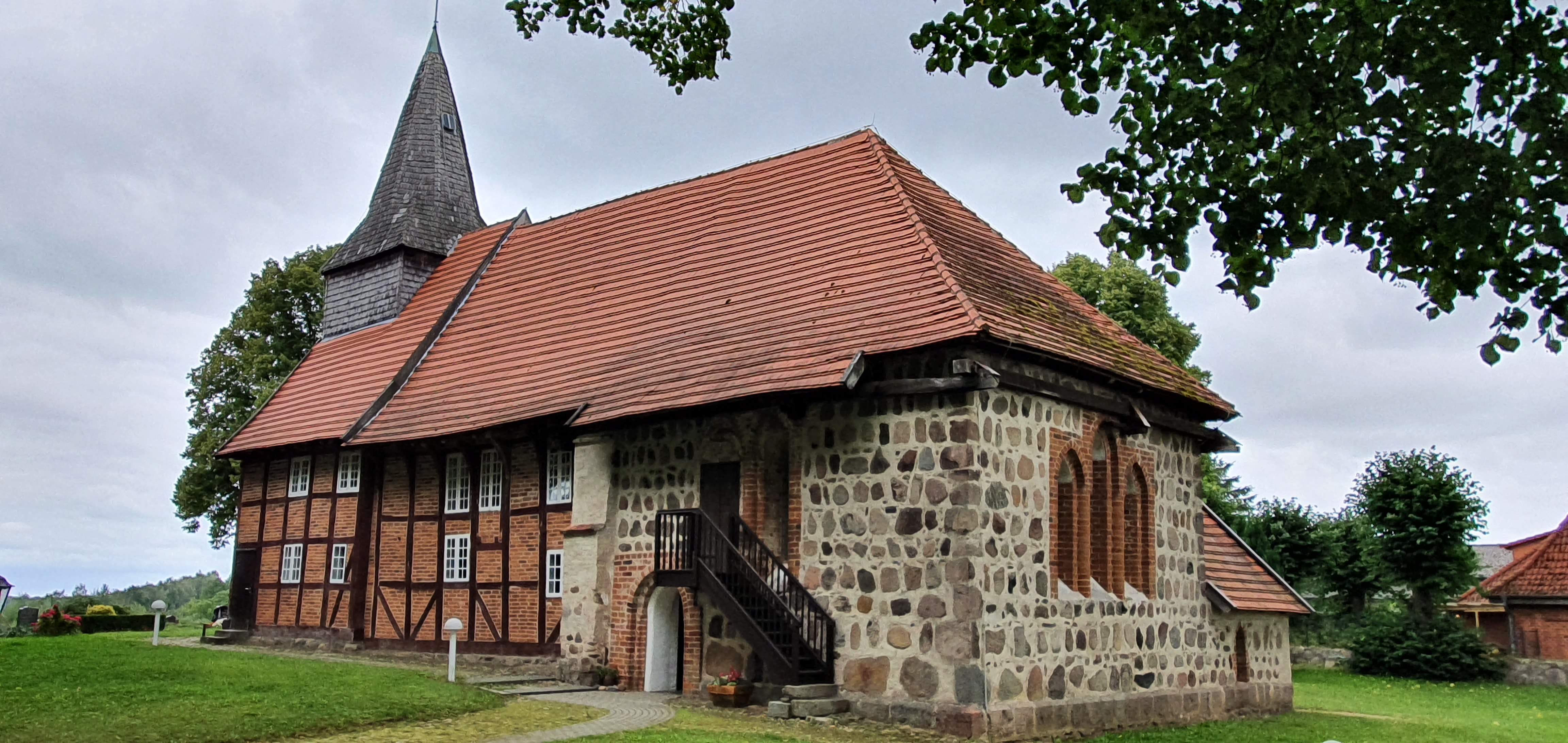
In einem Dorf in Mecklenburg-Vorpommern treffen sich die Trauergäste (Drehort: St.-Abundus-Kirche in Lassahn)

Das Begräbnis ist eine improvisierte deutsche Miniserie der ARD, die erstmals 2022 ausgestrahlt wurde.

## Handlung
Der Lebemann und Chef eines Sanitärunternehmens Wolff-Dieter Meurer ist verstorben. Zu seiner Beerdigung kommen die Familienangehörigen und Freunde zusammen auf den Hof in Mecklenburg-Vorpommern, um dem Familienoberhaupt die letzte Ehre zu erweisen. Meurer war zweimal verheiratet und vierfacher Vater, und nicht bei jedem Gast ist die Wiedersehensfreude  groß. Als sich bei der Testamentseröffnung herausstellt, dass Meurer all seinen Besitz seiner zweiten Ehefrau vermacht, kommt es zwischen den Trauergästen zu Verwerfungen. Alte Wunden werden aufgerissen, es gibt handgreifliche Auseinandersetzungen und Familiengeheimnisse werden offengelegt.

## Produktionsnotizen
Die Serie wurde vom 25. September 2020 bis zum 28. September 2020 in Mecklenburg-Vorpommern gedreht. Drehort war die Gegend um den Schaalsee und der Ortsteil Lassahn in der Stadt Zarrentin.
Regisseur Jan Georg Schütte setzte in der Serie auf die Improvisationsleistung seiner Schauspieler. Das heißt, es wurde ohne richtiges Drehbuch gespielt, sondern nur die Rollenprofile vorgegeben und die Handlung entsprechend improvisiert. Die Geschichte basiert auf dem Stammbaum der Familie Meurer, verortet ist alles im früheren deutsch-deutschen Grenzgebiet. Dazu passende Inhalte sind ein früher Fluchtversuch über die Grenze und der Weggang zweier Kinder in den Westen. Bei den Dreharbeiten auf dem großen Hof wurden an 15 Sets insgesamt 56 Kameras eingesetzt. Logistisch war dies ein sehr großer Aufwand. Zwei Wochen lang im September 2020 wurde alles vorbereitet, Durchläufe mit Komparsen fanden statt, um kamera- und tontechnische Möglichkeiten auszuloten. Insgesamt wurden – abgesehen von unbesetzten Kameras – 50 Kameramänner bzw. -frauen eingesetzt. Jan Georg Schütte hat alle Rollen, die ehemalige DDR-Bürger verkörpern, auch mit Schauspielern besetzt, die selbst in der DDR gelebt haben. Dies trifft fast auf das gesamte Ensemble der Serie zu.

## Episodenliste
| # | Titel                            | Premiere      |
| - | -------------------------------- | ------------- |
| 1 | Mario – Ungleiche Brüder         | 25. Jan. 2022 |
| 2 | Thorsten – Der verlorene Sohn    | 25. Jan. 2022 |
| 3 | Anna & Carsten – Das Pflegekind  | 1. Feb. 2022  |
| 4 | Jacky & Kevin – Die Enkeltochter | 8. Feb. 2022  |
| 5 | Klaus & Ernst – Alte Freunde     | 15. Feb. 2022 |
| 6 | Gaby – Die Witwe                 | 22. Feb. 2022 |

## Rezeption
Martina Kalweit gibt der Serie in ihrer Bewertung bei tittelbach.tv insgesamt 5,5 von 6 Sternen.

## Hintergrund
Ivan Meierle, gespielt von Aleksandar Jovanovic, ist ebenfalls in der Serie Kranitz – Bei Trennung Geld zurück zu sehen. In beiden Serien wird auch über Albaner-Toni gesprochen, der eigentlich ein Schweizer ist und am Bodensee lebt.
Eine indirekte Fortsetzung ist die Miniserie Das Fest der Liebe aus dem Jahr 2023, in der einige der Protagonisten erneut Rollen übernahmen. Auch hier ist wieder das Improvisationstalent der Schauspieler gefragt gewesen, als der Ost-Teil der Familie auf den West-Teil trifft. 
Mit dem Arbeitstitel Die Hochzeit ist eine weitere Fortsetzung in Vorbereitung.